# 八洋
株式会社 八洋（はちよう）は、東京都新宿区に本社を置く自動販売機サービス企業。主に自動販売機での清涼飲料等の販売、自動販売機の管理ならびにメンテナンスを請け負う。

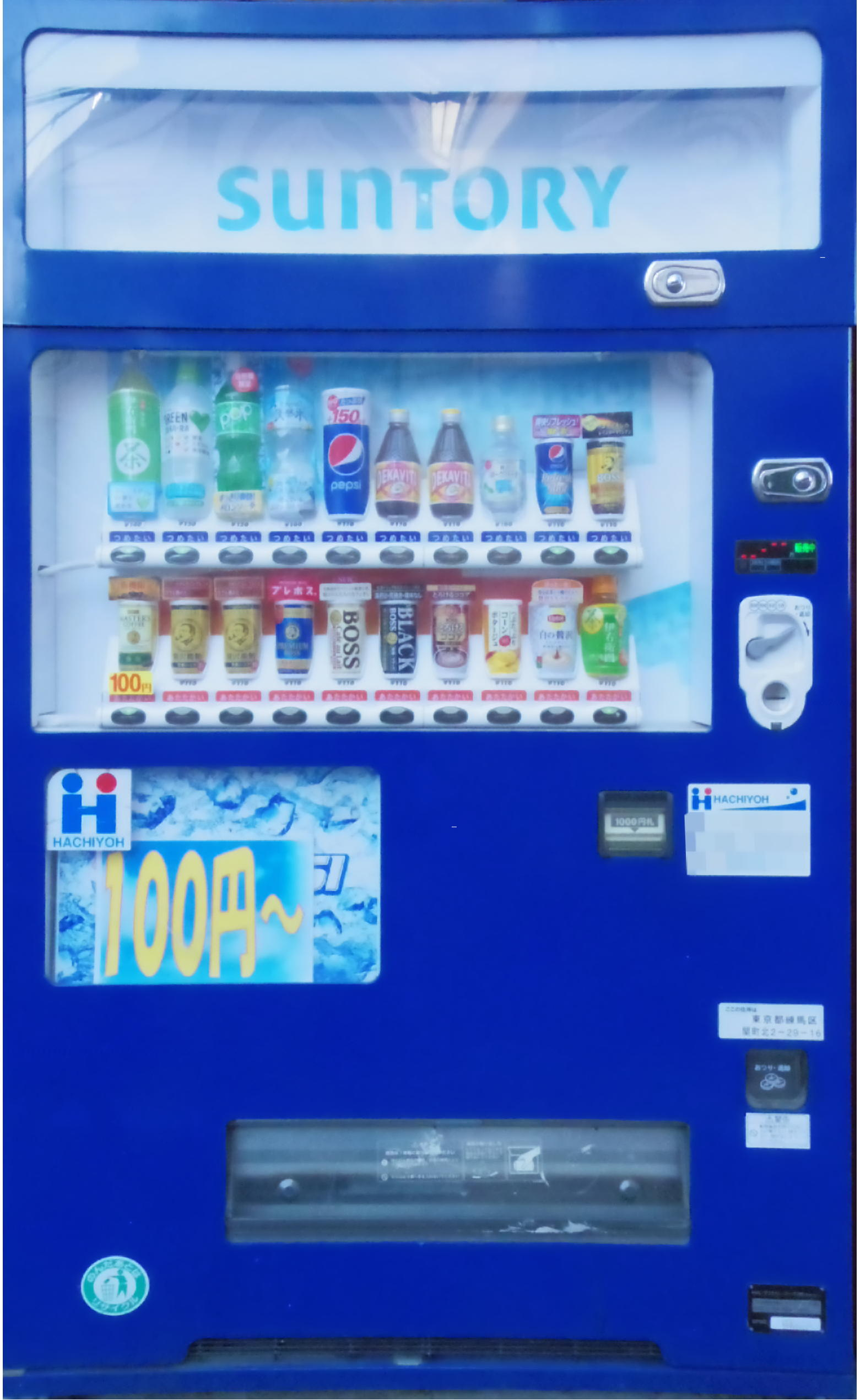
自動販売機の一例。これはサントリーのもの

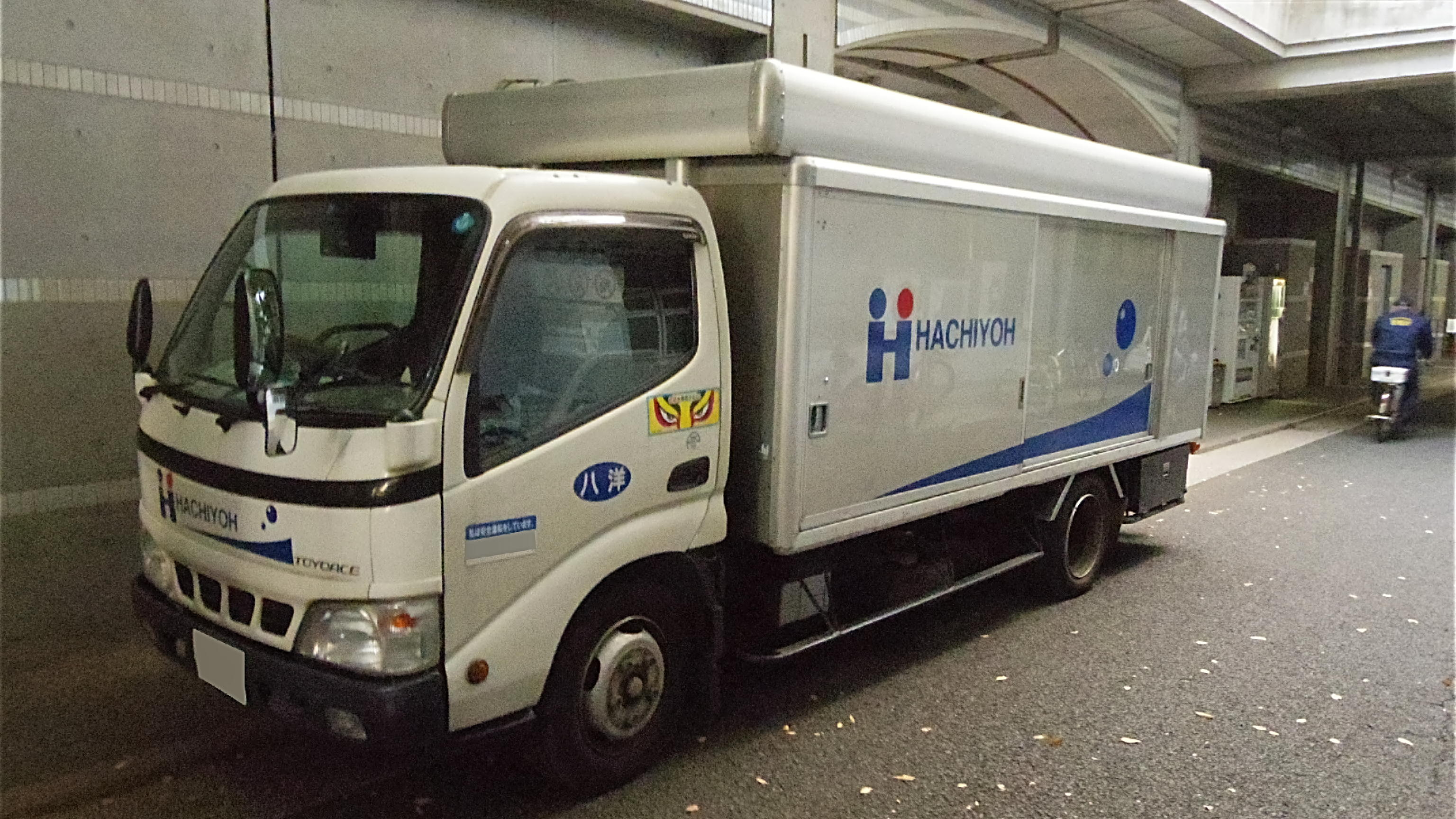
配送トラック（トヨタ・トヨエース）

## 概説
主に飲料メーカーの自動販売機（アサヒ&カルピス、キリン、サントリー、ポッカサッポロ、明治）のほか、自社オリジナルによる環境に配慮した25/30セレクションタイプの自販機「Relax Time」も手掛けている。
ファミリーマートと共同でASDシステムによる「自販機コンビニ」も展開しており、主にオフィスビル、工場、病院、高速道路のSA・PAなどに導入している。
また、自社の自動販売機がテレビドラマや映画などのセットに登場することもあるほか、テレビ番組や新聞・雑誌の記事にも紹介されることがある。

## 会社概要
- 本社：東京都新宿区東五軒町2-18
- 会社設立：1977年（昭和52年）4月30日
- 営業所：24ヶ所（関東地方）

### 関連企業
- 株式会社ダイニチ自販機サービス

## 主な取引先
- サントリーフーズ
- アサヒ飲料
- キリンビバレッジ
- ポッカサッポロフード&ビバレッジ
- UCC上島珈琲
- 明治
- カゴメ
- 日清食品
- 新東亜交易
- ファミリーマート
- ミツウロコビバレッジ
- 富士電機
- パナソニック産機システムズ
- サンデン・リテールシステム

## CSR活動
- 環境に対する取り組みとしては、消費電力を抑えた機種「エコ・ベンダー」や、CO2排出を0にする機種「カーボン・オフセットベンダー」などを導入しているほか、商品を配送する際のルートカーを天然ガス自動車を導入するなどの取り組みをしている。
- 災害時の取り組みとして「災害時における清涼飲料水の供給に関する協定」を東京都の2区6市（新宿区、文京区、多摩市、八王子市、昭島市、小平市、西東京市、府中市）と締結し、大規模な災害が発生した際に飲料水を供給できる体制を整備するほか、緊急対応型の自販機（「災害対応自動販売機」が目印）を設置している。
- また、自販機の設置のみで社会貢献をするボランティア・ベンダー制度を設け、売上金は福祉法人などに寄贈される。